# Fernand Cormon
Fernand Cormon (París, 24 de diciembre de 1845-20 de marzo de 1924), también conocido como Fernand-Anne Piestre, fue un pintor francés. Fue alumno de Alexandre Cabanel, Eugène Fromentin y Jean-François Portaels, y uno de los principales pintores de temas históricos de la Francia de finales del siglo XIX. 

## Biografía

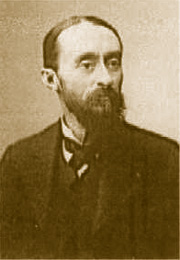
Fernand Cormon

Fernand Cormon era hijo del dramaturgo y libretista francés Eugène Cormon, su madre era la actriz Charlotte Furais.
Atrajo a una edad muy temprana la atención de la crítica por el sensacionalismo de su arte, pues por un tiempo su poderoso pincel se detuvo con especial placer en escenas de derramamiento de sangre de estilo orientalista, como el Asesinato en el Serrallo (1868) y La muerte de Ravara, Rey de Lanka, ambas en el Museo de Toulouse. Su obra más conocida, Caín huyendo de la maldición de Jehová (1880), inspirada en La Légende des siècles de Victor Hugo, se conserva en el Musée d'Orsay. Trabajó varios años en la alcaldía del cuarto distrito de París, donde compuso, en grisalla, una serie de paneles: nacimiento, defunción, matrimonio, guerra, un funeral e imágenes ambientadas en la Edad de Piedra. Posteriormente también se dedicó al retrato.
Fernand es catalogado como uno de los pintores “pompiers” de la III República francesa. (“Pompier” o “bombero” es una mención peyorativa relativa a lo -presuntamente- pomposo del estilo de estos pintores decimonónicos adscritos a la tradición y el academicismo. Con todo, no debemos olvidar que de su taller surgieron grandes innovadores de la pintura de la época, poniendo él toda su experiencia al servicio de las nuevas tendencia plásticas).
Fue alumno de los pintores academicistas franceses Alexandre Cabanel, Eugène Fromentin y del belga Jean Portaels en Bruselas. Expone por primera vez en el Salón de París en 1868. Su cuadro, “La mort de Mahomet”,  es de temática orientalista inspirada en sus maestros, y consigue su primera distinción en el propio Salón de 1870, recién salido del taller del pintor Cabanel. Recibió el Premio del Salón en 1875 por su obra “La mort de Ravana, roi de Lanka” (la Sri Lanka actual). No cesó de recibir distinciones diversas a partir de entonces, también con motivo de las exposiciones universales, siendo galardonado con varias medallas.
Al ser bien aceptado en el Salón anual, En 1882 abre un taller privado, el Atelier Cormon,  en 10, Rue Constance, trasladándolo un año más tarde al 104 del Boulevard Clichy, próximo al Moulin Rouge, donde intentó guiar a sus alumnos para que crearan cuadros que fueran aceptados por el jurado del Salón. Entre sus alumnos con los que no tuvo éxito en este aspecto se encontraban, por ejemplo: Henri de Toulouse-Lautrec, Louis Anquetin, Eugène Boch, Paul Tampier, Émile Bernard y Vincent van Gogh. Otros alumnos fueron Alphonse Osbert, Marius Borgeaud, Theodor Pallady, Chaïm Soutine y el pintor australiano John Russell.
Sus alumnos lo motejaban “Le père la rotule” (“papá rótula”), dicen algunos que por su empeño en inculcarles el estudio de la anatomía humana. Afirman otros, sin embargo, que esto solo parodiaba su extrema delgadez. Toulouse-Lautrec, que contaba entre sus distinguidos discípulos, decía de él que era el hombre más feo que jamás hubiera visto.
En 1897 es nombrado profesor en la Escuela Superior de Bellas Artes de París, alternando las clases entre dicha escuela y su “atelier” particular. Un año después entra a formar parte  de la Academia de Bellas Artes del Instituto de Francia.
Caballero de la Legión de Honor a los treinta y cinco años (1880), asciende a Oficial de la misma nueve años más tarde (1889) y alcanza el grado de Comandante (3.º de los cinco de esta orden francesa) en 1912.
Cormon fue particularmente valorado por sus pinturas de hombres y mujeres prehistóricos, basadas en La Légende des Siècles, de Victor Hugo, y recibió numerosos encargos para la decoración de edificios oficiales.  
Cormon murió en París a los 79 años víctima de un accidente de circulación, cuando regresaba a su domicilio en el 150, Rue de Roma. Al parecer, resbaló, y un taxi pasó por encima de su cuerpo caído. Antes de morir, tuvo aún fuerzas para exculpar al conductor del vehículo, asumiendo toda la responsabilidad del accidente.

## Galería

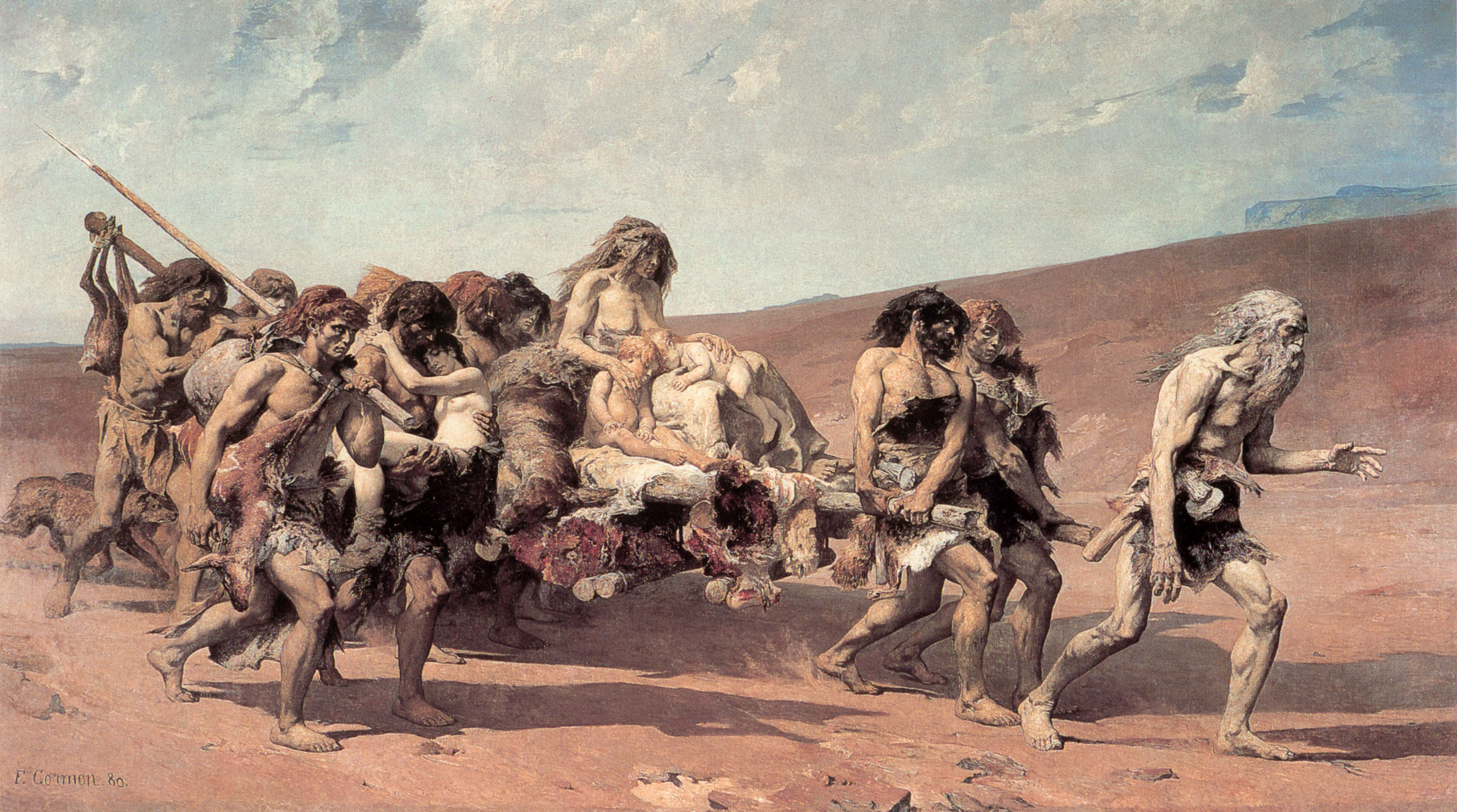
Caïn huyendo con su familia, (1880) Musée d'Orsay, París.
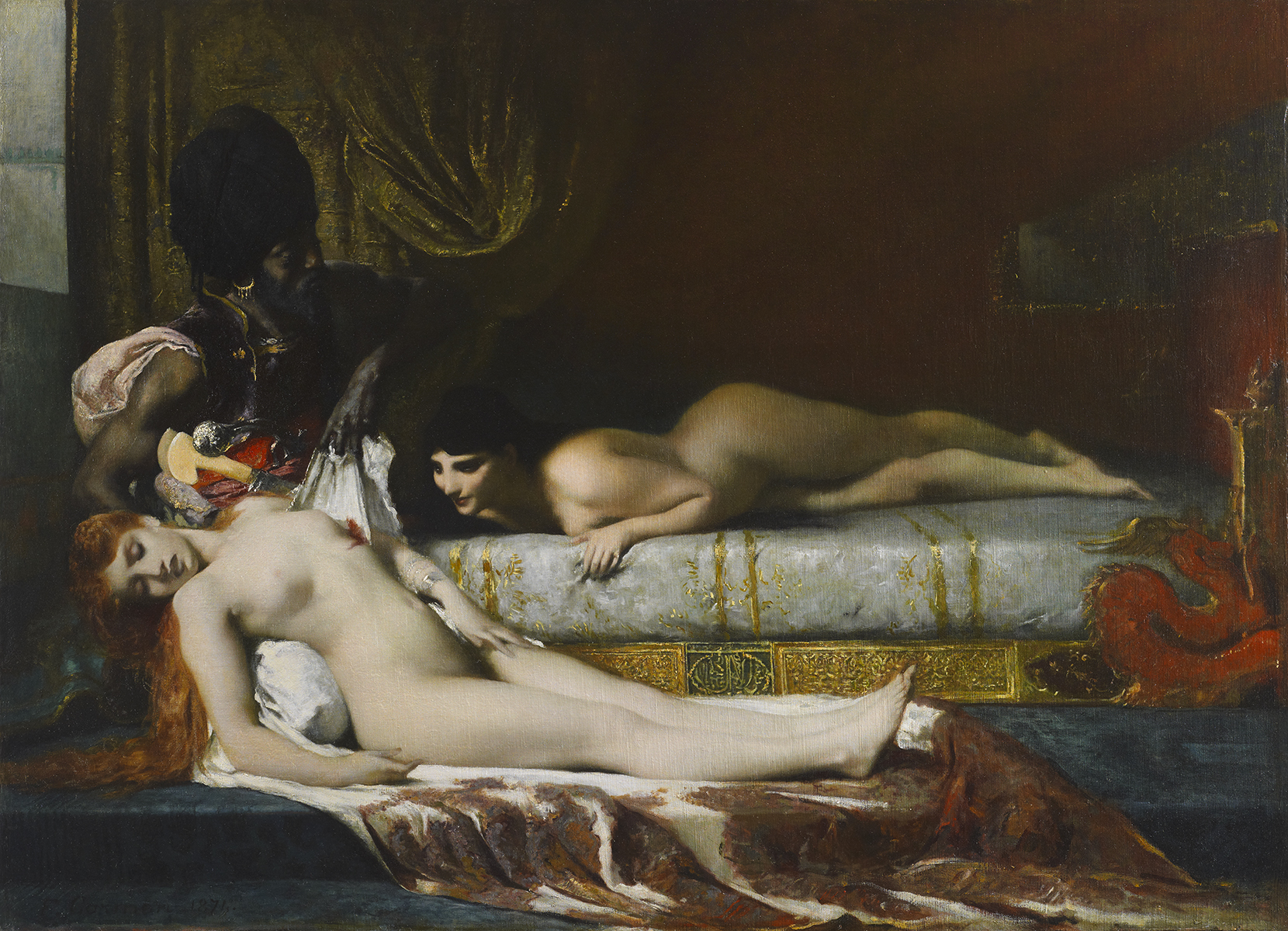
Muerte en el serrallo (1874) Museo de Bellas Artes y Arqueología de Besançon.
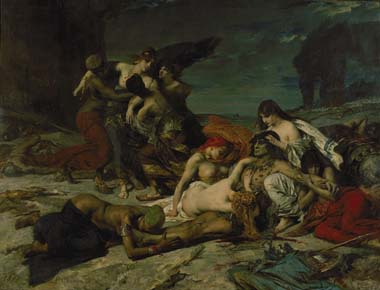
Muerte de Râvana (1875) Musée des Augustins.
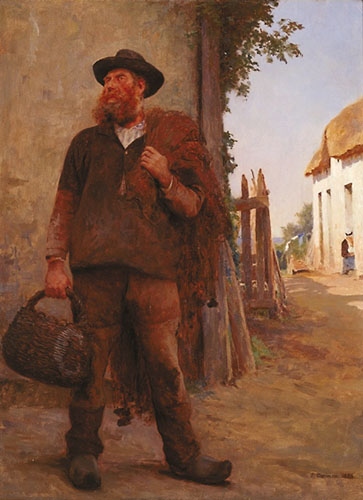
Antes de la pesca (1888) Musée des Beaux-Arts de Quimper.
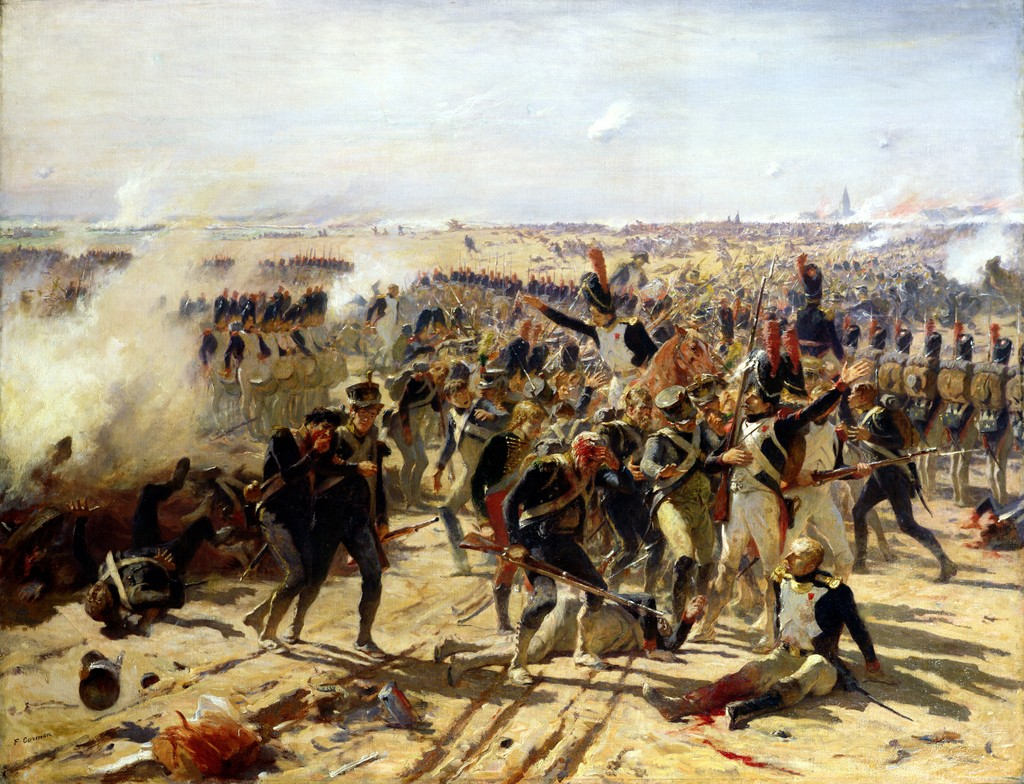
La Batalla de Aspern-Essling.